# Ллойд (Нью-Йорк)
Ллойд (англ. Lloyd) — місто (англ. town) в США, в окрузі Ольстер штату Нью-Йорк. Населення — 11 133 особи (2020).

## Демографія
Згідно з переписом 2010 року, у місті мешкали 10 863 особи в 4112 домогосподарствах у складі 2706 родин. Було 4419 помешкань
Расовий склад населення:
| - 86,1 % — білих - 6,4 % — чорних або афроамериканців - 2,9 % — азіатів - 0,2 % — корінних американців - 1,6 % — осіб інших рас |

До двох чи більше рас належало 2,8 %. Частка іспаномовних становила 7,3 % від усіх жителів.
За віковим діапазоном населення розподілялося таким чином: 23,3 % — особи молодші 18 років, 62,0 % — особи у віці 18—64 років, 14,7 % — особи у віці 65 років та старші. Медіана віку мешканця становила 40,7 року. На 100 осіб жіночої статі у місті припадало 95,3 чоловіків;  на 100 жінок у віці від 18 років та старших — 91,5 чоловіків також старших 18 років.
Середній дохід на одне домашнє господарство  становив 84 635 доларів США (медіана — 69 363), а середній дохід на одну сім'ю — 99 825 доларів (медіана — 84 357). Медіана доходів становила 61 757 доларів для чоловіків та 44 260 доларів для жінок. За межею бідності перебувало 10,1 % осіб, у тому числі 13,2 % дітей у віці до 18 років та 7,3 % осіб у віці 65 років та старших.
Цивільне працевлаштоване населення становило 4983 особи. Основні галузі зайнятості: освіта, охорона здоров'я та соціальна допомога — 29,9 %, науковці, спеціалісти, менеджери — 11,8 %, мистецтво, розваги та відпочинок — 10,7 %.